# Wet digitale overheid
De Wet digitale overheid (Wdo) geeft invulling aan het kabinetsvoornemen tot een digitaal werkende (semi)overheid. Deze wet verplicht als zodanig niet tot digitale dienstverlening. De wet is op 18 februari 2020 door de Tweede Kamer aangenomen. Een novelle is op 7 juni 2022 eveneens aangenomen door de Tweede Kamer. Op 21 maart 2023 heeft de Eerste Kamer het wetsvoorstel digitale overheid en de novelle aangenomen. De Wdo wordt op 1 juli 2023 in fases ingevoerd.
Voorheen heette de Wdo de Wet generieke digitale infrastructuur (Wet GDI).
Uit een eerste impactanalyse van de VNG blijkt dat onder de huidige omstandigheden de Wet Digitale Overheid (Wdo) niet goed uitvoerbaar is voor gemeenten.
De doelstellingen van de wet zijn:
- Het overheidsbreed kunnen verplichten tot de toepassing van open standaarden.
- Het versterken van de veiligheid, betrouwbaarheid en goede werking van de digitale dienstverlening van publieke dienstverleners.
- Het verhogen van het vertrouwen in de digitale dienstverlening van publieke dienstverleners bij burgers en ondernemers.
- Het realiseren van eenvoudige, veilige en betrouwbare toegang van burgers en ondernemers tot elektronische dienstverlening van publieke dienstverleners.
- Het creëren van een terugvaloptie bij calamiteiten bij de toegang tot digitale dienstverlening van publieke dienstverleners .
- Het beperken van de kosten voor publieke dienstverleners voor de beveiliging van gegevens.

Dit gebeurt bijvoorbeeld door middel van het verplichten van de veiligheidsstandaarden TLS, DNSSEC, DKIM, SPF, Digikoppeling en aan te sluiten op eID bij algemene maatregel van bestuur.

## Generieke digitale infrastructuur
De generieke digitale infrastructuur (GDI) wordt geborgd in de Wet digitale overheid (Wdo) en bestaat uit standaarden, producten en voorzieningen die gezamenlijk gebruikt worden door overheden, publieke organisaties en in een aantal gevallen ook private partijen. De GDI bestaat uit herbruikbare digitale basisvoorzieningen, standaarden en producten. Hierdoor is het mogelijk om primaire processen doelmatig in te richten en te blijven ontwikkelen.
De GDI vormt een dynamisch geheel dat in de toekomst – op basis van technologische ontwikkelingen of nieuwe inzichten – gewijzigd kan worden door het toevoegen van nieuwe generieke voorzieningen (of functionaliteiten van een voorziening) of door het uitfaseren van bestaande generieke voorzieningen.
De voorzieningen in de huidige GDI zijn ondergebracht in vier clusters. Elk cluster heeft een eigen functie: digitale identificatie en authenticatie (bv. eHerkenning en DigiD); gegevens (basisregistraties en de bijbehorende stelselvoorzieningen); interconnectiviteit (bv. netwerken en koppelstandaarden); en dienstverlening (bv. het digitaal ondernemersplein en de berichtenbox). De GDI vormt uiteindelijk geen op zichzelf staand geheel en maakt deel uit van een meer omvattende digitale nationale, Europese en zelfs deels mondiale infrastructuur, bestaande uit een ecosysteem van technologieën, protocollen, hardware, software en content.
De Studiegroep Informatiesamenleving en Overheid stelt dat "De digitale basisinfrastructuur (Generieke Digitale Infrastructuur, GDI) wordt bestempeld tot vitale infrastructuur voor Nederland."

## Voorzieningen
Omdat de transformatie naar een digitale dienstverlening alle organisaties op verschillende manieren raakt, wordt de GDI als een serie losse componenten aangeboden. 

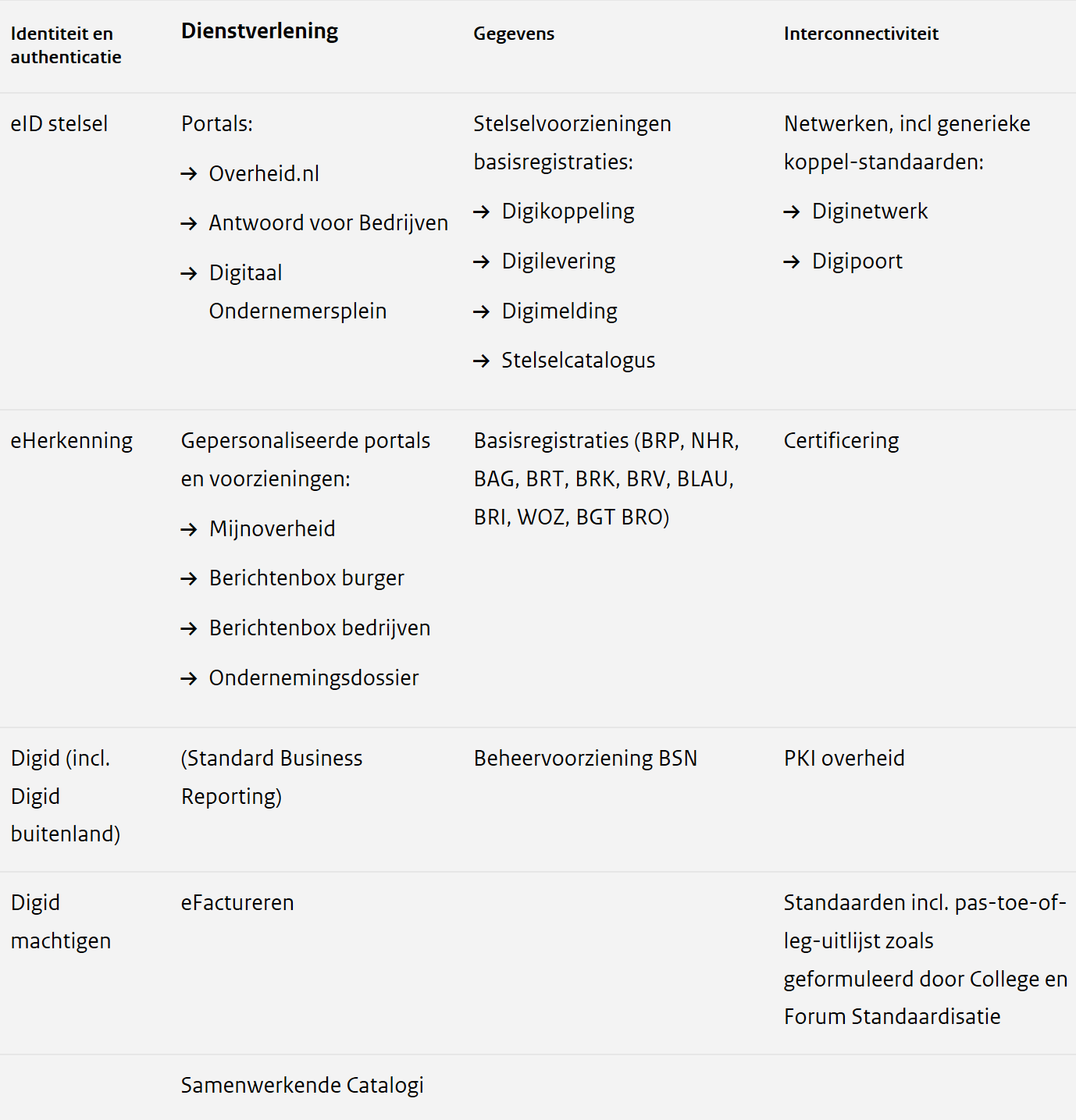
Overzicht van de generieke digitale infrastructuur (GDI)

### Identiteit en Authenticatie
- DigiD
- eHerkenning
- EID-stelsel[8]

### Dienstverlening
- Antwoord voor Bedrijven (AvB)[9]
- Berichtenbox bedrijven[10]
- Berichtenbox burgers[11]
- e-Factureren[12]
- MijnOverheid
- Ondernemingsdossier[13]
- Ondernemersplein[14]
- Overheid.nl
- Samenwerkende Catalogi[15]
- Standard Business Reporting (SBR)[16]

### Gegevens

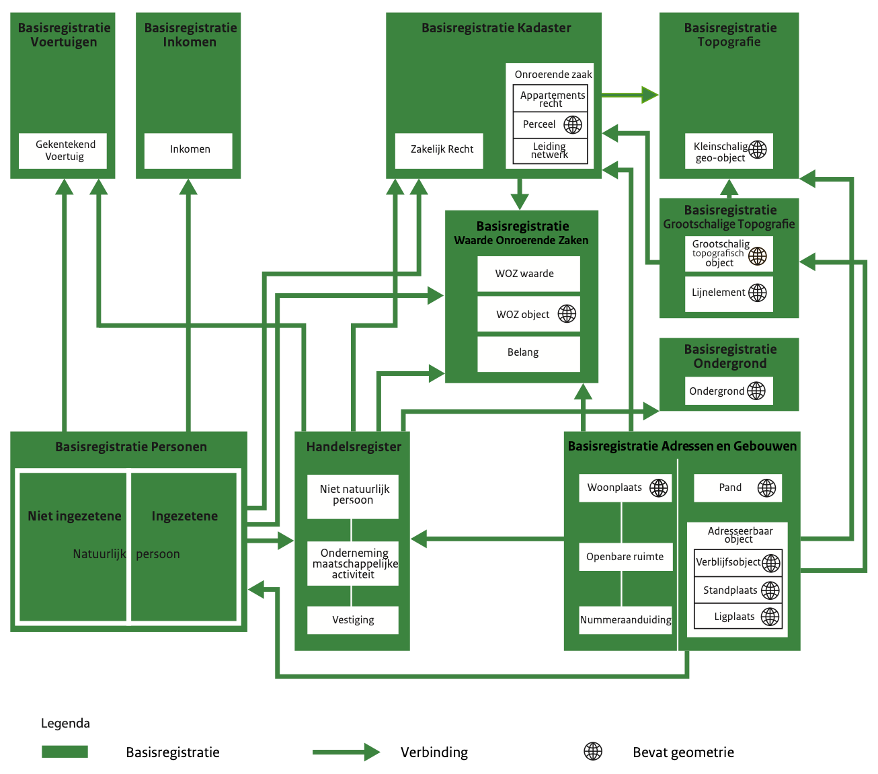
Het Stelsel van Basisregistraties.

- Basisregistratie Adressen en Gebouwen (BAG)
- Basisregistratie Grootschalige Topografie (BGT)
- Basisregistratie Inkomen (BRI)
- Basisregistratie Kadaster (BRK)
- Basisregistratie Ondergrond (BRO)
- Basisregistratie Personen (BRP)
- Basisregistratie Topografie (BRT)
- Basisregistratie Voertuigen (BRV)
- Basisregistratie Waarde Onroerende Zaken (WOZ)
- Basisregistratie Handelsregister (HR)
- Beheervoorziening Burgerservicenummer (BV BSN)
- Digikoppeling
- Digilevering[17]
- Digimelding[18]
- Stelselcatalogus[19]

### Interconnectiviteit
- Diginetwerk[20][21]
- Digipoort
- Nederlandse Overheid Referentie Architectuur (NORA)
- PKIoverheid
- Standaarden van Forum Standaardisatie inclusief ‘pas toe of leg uit’-lijst en webrichtlijnen[22]